# サンラサロ競馬場
サンラサロ競馬場（サンラサロけいばじょう、San Lazaro Leisure Park）は、フィリピンのカヴィテ州カルモナに位置する競馬場である。
マニラジョッキークラブが競馬を主催し、フィラコム（フィリピン・レーシング・コミッション）によって管理されている。

## 概要
- コースはダートコースのみで、1周1250メートルの左回りである[1]。
- 開催日は月曜日を除く、火曜日から日曜日。サンタアナ競馬場と週替わりで、1年を通じてレースが開かれている。
- ナイター施設も完備されており、平日にはナイター競馬が行われている。
- 近年はスタンドにカジノが併設された他、周辺地域の開発も急速に進んでおり、総合レジャー施設としての発展も期待されている。

## 主要競走
- トリプルクラウンステークス
- サンパギタステークス
- ジュベナイルチャンピオンシップ